# Japonsko kiparstvo
Kiparstvo na Japonskem se je začelo z glineno figuro. Proti koncu dolgega neolitskega obdobja Džōmon so bile nekatere lončene posode »obrobljene s plameni« z ekstravagantnimi podaljški na robu, ki jih lahko imenujemo le kiparske, in izdelane zelo stilizirane lončene figure dogū, mnoge z značilnimi izbuljenimi očmi. V obdobju Kofun od 3. do 6. stoletja n. št. so bile figure ljudi in živali iz terakote haniva v poenostavljenem slogu postavljene zunaj pomembnih grobnic. Prihod budizma v 6. stoletju je s seboj prinesel sofisticirano tradicijo v kiparstvu, kitajske sloge, posredovane prek Koreje. Horju-dži iz 7. stoletja in njegova vsebina sta preživela bolj nedotaknjena kot kateri koli vzhodnoazijski budistični tempelj njegovega datuma, z deli, vključno s Trojico Šaka iz leta 623 v bronu, ki prikazuje zgodovinskega Budo, obkroženega z dvema bodhisatvama in tudi Kralji varuhi Štiri smeri.
Jōčō (定朝; umrl 1057 n. št.) naj bi bil eden največjih budističnih kiparjev ne le v obdobju Heian, ampak tudi v zgodovini budističnih kipov na Japonskem. Jōčō je na novo opredelil obliko telesa kipov Bude tako, da je izpopolnil tehniko josegi zukuri (寄木造り), ki je kombinacija več lesnih vrst. Miren izraz in graciozna figura kipa Bude, ki ga je izdelal, sta dopolnila japonski slog kiparstva kipov Bude, imenovan Jōčō jō (Jōčōv slog, 定朝様) in določila slog japonskih budističnih kipov poznejšega obdobja. Njegov dosežek je dramatično dvignil družbeni status busšija (budističnega kiparja) na Japonskem. 
V obdobju Kamakura je klan Minamoto ustanovil šogunat Kamakura in samurajski razred je prvič dejansko vladal Japonski. Jočovi nasledniki, kiparji šole budističnih kipov Kei, so ustvarili realistične in dinamične kipe po okusu samurajev in japonsko budistično kiparstvo je doseglo svoj vrhunec. Unkei, Kaikei in Tankei so bili znani in so naredili veliko novih kipov Bude v mnogih templjih, kot je Kofuku-dži, a je bilo veliko kipov Bude izgubljenih v vojnah in požarih.
Skoraj vsa kasnejša pomembna velika skulptura na Japonskem je bila budistična, z nekaterimi šintoističnimi ekvivalenti. Po padcu budizma na Japonskem v 15. stoletju je monumentalna skulptura postala večinoma arhitekturni okras in manj pomembna. Vendar pa je bilo kiparstvo v dekorativni umetnosti razvito do izjemne ravni tehničnega dosežka in prefinjenosti v majhnih predmetih, kot sta inrō (印籠, Inrō, dobesedno »škatlica za znamke) in necuke (根付, miniaturni kipci) v številnih materialih in kovinski tosogu ali japonske nožnice za meče. V 19. stoletju je obstajala izvozna industrija malih bronastih skulptur izjemne virtuoznosti, figuric iz slonovine in porcelana ter drugih vrst male plastike, ki so vedno bolj poudarjale tehnično dovršenost.

## Zgodovina

### Antična umetnost
Zgodnji prebivalci Japonske so sčasoma razvili prvo japonsko avtohtono umetnost v grobi lončenini in nenavadnih glinenih figurah, imenovanih dogū, ki so verjetno fetiši verske narave. Nekateri so bili morda uporabljeni v obredih plodnosti, nekateri pa za eksorcizem ali druge oblike obredov.
Dogū figure so impresivne v svoji dodelani in skrivnostni simboliki; v močno vgraviranih črtah in vrtincih, s katerimi so figure okrašene, je čutiti moč in strast.
Legenda, kot je zapisana v Nihon Šoki (Japonske kronike), starodavni zgodovini Japonske, sestavljena leta 720, navaja, da je figure haniva ob smrti cesarice ukazal cesar, ki je obžaloval navado služabnikov in služkinj pokojnika da so sledili svojemu gospodarju v smrt in ukazal, da se namesto žrtvovanja živih bitij oblikujejo glinene figure in postavijo okoli kofunskega groba. Učenjaki dvomijo o pristnosti te zgodbe in trdijo, da so bile navadne cilindrične glinene cevi prve oblike haniva in da so jih uporabljali kot kole, da so držali zemljo grobišča na mestu. Kasneje so te navadne valjaste hanive začeli krasiti in so dobivale različne oblike, vključno z oblikami hiš in domačih živali ter ljudi. Najdene so bile razporejene v krogu okoli gomile, kar daje verodostojnost teoriji učenjakov. Vendar pa so figure haniva nedvomno kasneje prevzele nekakšno versko simboliko, poleg njihovega prvotnega praktičnega namena vložkov.
- Posoda v slogu plamena, neolitsko obdobje Džōmon; ok. 2750 pr. n. št.; lončena posoda z izrezljanim in apliciranim okrasjem; višina: 61 cm, premer: 55,8 cm
- Dogū z izbuljenimi očmi, 1000–400 pr. n. št.
- Figura haniva

### Obdobje Asuka in Hakuhō
Japonski izhod iz obdobja domačih primitivnih umetnosti je spodbudil predvsem uvedba [[budizem|budizma]g s celinske Aazije okoli sredine 6. stoletja. Skupaj z novo religijo so na Japonsko prišli izurjeni umetniki in rokodelci iz Kitajske, da bi zgradili templje in izklesali idole ter domačim obrtnikom posredovali umetniške tehnike.
Najzgodnejše primere budistične umetnosti je mogoče videti v templju Horju-dži iz 7. stoletja v Nari, katerega same stavbe, postavljene po predpisanem vzorcu z glavno dvorano, zvonikom, pagodami in drugimi stavbami, zaprtimi v obkrožajočem pokritem hodniku, ohranjajo avro stare dobe, skupaj z neštetimi umetniškimi zakladi, ohranjenimi v njihovih dvoranah.
Nara in njena bližina vsebujeta veliko večino narodnih zakladov zgodnjega obdobja budistične umetnosti, v umetnostni zgodovini znanega kot obdobje Asuka. Kiparstvo tega obdobja kaže, tako kot večina vseh naslednjih kiparstev, vpliv celinske umetnosti. Znani kipar Asuka Tori Busši je sledil slogu kiparstva Severni Wei in ustanovil tisto, kar je postalo znano kot kiparska šola Tori. Pomembna primera Torijevih del sta Triada Šakjamuni, ki so glavne ikone Zlate dvorane templja Horjū-dži in Bodhisatva kanon iz dvorane Jumedono istega templja, znan tudi kot Guze kanon.
Nekatere najpomembnejše budistične skulpture pripadajo naslednjemu obdobju umetnosti Hakuho, ko je kiparstvo pokazalo pretežno vpliv dinastijeTang. Mistični nerealistični pridih prejšnjega sloga Tori je zamenjala mehka prožna poza in skoraj čutna lepota bolj v maniri Maitreje, z dolgimi ozkimi razrezanimi očmi in nežnimi ženskimi potezami, ki so kljub svojemu pridihu zasanjanosti imajo o njih intimno dostopnost. Odmaknjenost prejšnje skulpture Asuka je zmehčana v bolj domačo obliko; in v njih je treba videti kompromis med božanskim in človeškim idealom.
Reprezentativni skulpturi tega obdobja sta čudoviti Šo kanon iz templja Jakuši.dži in Jumatagae kanon iz Horjū-džija, obe prikazujeta polnost zaokroženega mesa v konvencionalnih gubah oblačil, ki v svojih umetniških značilnostih odražata umetnost Gupta, ki se prenaša na Japonsko prek Tanga.
- Bodhisatva, obdobje Asuka, 7. stoletje. Tokijski narodni muzej.
- Bron Šakjamuni Daibucu (4,8 metra) je najstarejša znana skulptura Bude na Japonskem, ki jo je leta 609 ulil Tori Busši.

### Obdobje Nara
Leta 710–793 so se japonski kiparji naučili visokega sloga Tang in izdelali slog, imenovan kipi Tenpjō, ki kaže realističen obraz, ogromen masiven volumen, naravno draperijo in občutljivo predstavitev čustev. Cesar Šomu je naročil kolosalnega pozlačenega bronastega Budo Vairocana v templju Todai-dži, ki je bil dokončan leta 752. Čeprav je bil kip dvakrat uničen in popravljen, je manjši izvirni del preživel. Med številnimi izvirnimi deli je Asura v templju Kōfuku-dž,i kip iz suhega laka, ki prikazuje občutljivo predstavitev čustev. Štirje varuhi v Kaidaninu, oddelku templja Tōdai-dži, so glineni kipi. Nacionalna uradna tovarna, Zō Tōdai-dži ši ("Urad za gradnjo templja Tōdai-dži"), je proizvedla številne budistične skulpture z delitvijo dela za Tōdai-dži in druge uradne templje ter templje za novosti. V tovarni so izdelovali skulpture iz pozlačenega brona, suhega laka, gline, terakote,  repousee, kamna in srebra. Na splošno so bili kiparji posvetni in so prejemali uradni status in plačo. Nekateri zasebni studii so ljudem ponujali budistične ikone, nekateri menihi pa so jih izdelali sami.
- Triada Jakuši v Jakuši-dži
- ‘’Džuičimen kanon. 8. stoletje, Šōrin-dži v Nari
- Sendžu kanon v Fudži-dera v Osaki
- Veliki Buda v Todai-dži v Nari
- Fukū-kensaku kanon iz Hokke-do. Tōdai-dži v Nari
- Šukongošin. Tōdai-dži v Nari

### Obdobje Heian
S selitvijo cesarske prestolnice iz Nare v Kjoto leta 794 se veliki templji niso preselili v Kjoto. Vlada je hranila nov ezoterični budizem, uvožen od kitajske dinastije Tang. Uradna tovarna Zo Tōdai-dži ši je bila zaprta leta 789. Odpuščeni kiparji so delali pod pokroviteljstvom velikih templjev v Nari, novih templjev ezoterične sekte, dvora in novosti. Kiparji so prejeli status tempeljske duhovščine. Les je postal primarni medij. Glede na slog je bilo obdobje Heian razdeljeno na dvoje: zgodnje obdobje Heian in poznejše. V zgodnjem obdobju Heian (794 do približno sredine 10. stoletja) so cveteli ezoterični budistični kipi. Kūkai, Saičō in drugi člani veleposlaništev cesarske Japonske na Kitajskem so uvažali kasnejši slog Tang. Telesa kipov so bila izrezljana iz posameznih blokov lesa in so v primerjavi z deli iz obdobja Nara videti impozantna, masivna in težka. Njihove debele okončine in stroge, skoraj zamišljene poteze obraza jih prežemajo z občutkom temne skrivnosti in vzbujajo strahospoštovanje pri opazovalcu, v skladu s skrivnostjo ezoteričnih budističnih obredov. Za to obdobje so značilne močno izrezljane draperije, v katerih se zaobljene gube izmenjujejo z ostro zarezanimi gubami. Med ezoteričnimi budističnimi božanstvi so Japonci izdelali ogromne podobe Acala (sanskrit अचल, "Nepremični", IPA: [ˈɐt͜ɕɐlɐ]), znan tudi kot Acalanātha (अचलनाथ, "Nepremični Gospod") ali Ārjācalanātha (अर्याचलनाथ, "Plemeniti Gospod")).
V kasnejšem obdobju Heian (od sredine 10. stoletja do 12. stoletja) sta prefinjenost dvorne kulture in priljubljenost čaščenja Amide povzročila nov slog: nežne, umirjene in prefinjene poteze z bolj oslabljenimi proporci. Kiparjevi japonizirani obrazi podob. Vodja sekte Čiste dežele (čaščenje Amida) Genšin in njegovo delo Ōdžōjōšū sta vplivala na številne kiparje. Mojstrovina je Amida Buda v Bjōdō-inu v Udžiju mojstra Džōčōja. Vzpostavil je kanon budističnega kiparstva. Imenovali so ga strokovnjaka za tehniko josegi zukuri: tudi kiparji so začeli delati z več bloki lesa. Ta tehnika je mojstrom omogočala ateljejsko proizvodnjo z vajenci. V šoli je Džōčōjev vnuk ustanovil atelje, ki je sodeloval s cesarskim dvorom v Kjotu.
- Bonten v Tō-dži. 839
- Amitāba v Bjodo-in, ki ga je ustvaril Džōčō. 1053.
- Kip Vairocana Bude iz pozlačenega lesa, 11.–12. stoletje.
- Kip Komokuten (Virūpākṣa). Džōruri-dži, 11.-12. stoletje.
- Kip Tamontena (Vaiśravaṇa), Narodni muzej Nara, 11.–12. stoletje, pozno obdobje Heian ali zgodnje obdobje Kamakura.

### Obdobje Kamakura
To obdobje Kamakura velja za obdobje renesanse japonskega kiparstva. Skulpture šole Kei so vodile ta trend; so potomci Džōčōja. Vzpostavili so nov slog budističnega kiparstva, ki je temeljil na realizmu in je vključeval elemente sloga Tenpjo iz obdobja Nara ter tehniko josegi-zukuri. Njihove skulpture zaznamujejo ostri in strogi izrazi, mišičasta in tridimenzionalna telesa ter drže in oblačila, ki izražajo gibanje, pri čemer jim je uspelo bolj kot prej izraziti čustva, tridimenzionalne občutke in gibe. Ta realizem je odražal okuse samurajev, ki so dejansko vladali Japonski od obdobja Kamakura in postali novi pokrovitelji budističnega kiparstva. Po drugi strani pa glinena, suho lakirana, reliefna in terakota plastika ni zaživela. Uporabljali so predvsem les in včasih bron.
Šola Kei se je ukoreninila v mestu Nara, ki je bila nekdanja prestolnica (710-793), in je delovala v velikih templjih v Nari. V obdobju Kamakura sta kjotski dvor in vojaška vlada šogunata Kamakura obnovila velike templje, požgane v vojnah poznega 12. stoletja. Številne skulpture so bile popravljene in številne zgradbe so bile prezidane ali popravljene. V projektu se odraža »renesančni« značaj.
Med kiparji šole Kei je najbolj znan Unkei. Med njegovimi deli sta najbolj znana dva kolosalna Kongō-rikišija v Tōdai-džiju, portretom podobni kipi indijskih duhovnikov v Kōfuku-džiju pa so dovršene mojstrovine. Unkei je imel šest sinov kiparjev in tudi njihovo delo je bilo prežeto z novim humanizmom. Tankei, najstarejši sin in sijajen kipar, je postal vodja ateljeja. Kōšō, četrti sin, je izdelal izjemno skulpturo japonskega budističnega učitelja Kuja (903–972) iz 10. stoletja. Kaikei je bil Unkeijev sodelavec. Bil je pobožen privrženec sekte Čiste dežele. Sodeloval je z duhovnikom Čōgenom (1121–1206), direktorjem projekta obnove Tōdai-dži. Številne njegove figure so bolj idealizirane kot tiste Unkeija in njegovih sinov, zanje pa je značilna lepo obdelana površina, bogato okrašena s pigmenti in zlatom. Ohranilo se je več kot 40 njegovih del, od katerih jih je veliko podpisanih. Njegovo najpomembnejše delo je Triada Amitabha Ono Džōdo-dži (1195).
Ena najodličnejših budističnih umetnosti tega obdobja je bil kip Bude posvečen v Sandžūsangen-dō, sestavljen iz 1032 kipov, ki so jih izdelali kiparji budističnih kipov šole Kei, šole In in šole En. Ena glavna slika Sendžu kanon v središču, okolica 1001 Sendžu kanon, 28 spremljevalcev Sendžu kanon, Fūdžin (bog vetra) in Raidžin (bog groma) ustvarjajo slovesen prostor, vsi kipi Bude pa so označeni kot nacionalni zakladi.
Kiparji so delali tudi za šogunat Kamakura in druge vojaške klane. Zanje so izdelovali budistične in portretne skulpture. Ogromni bronasti Buda Amitabha v Kamakura Kōtoku-in je bil izdelan leta 1252. Vsi sloji družbe so prispevali sredstva za izdelavo tega ogromnega brona. Takšno pokroviteljstvo je dvignilo in včasih nadomestilo nekdanje pokroviteljstvo bogatih in močnih mož.
- Amitāba, Kaikei. Džōdo-dži, 1195－1197.
- Varuh Nio v Tōdai-ji, avtor Unkei, 1203
- Aizen Mjo'o (Ragaraja), 13. stoletje, Tokijski narodni muzej
- Portret meniha Kūja (930-972), les, barvano, 13. stoletje, avtor Košo
- Sendžu kanon, avtor Tankei, Sandžūsangen-dō. 1254,
- Kamakura Daibucu (Amida Buda) v Kōtoku-in.

### Obdobje Muromači in Sengoku
Budistične skulpture so se zmanjšale v količini in kakovosti. Novi zen budizem je opustil podobe Bude. Veliki templji starih sekt so bili ogroženi z državljanskimi vojnami. Portretne skulpture mojstrov zena so v tem obdobju postale nov žanr. Umetnost izrezovanja mask za gledališče Noh je cvetela in se izboljševala od 15. do 17. stoletja.
- Sendžu kanon, 14. stoletje. Tokijski narodni muzej
- Džūičimen kanon, 14. stoletje. Metropolitanski muzej umetnosti
- Zaō Gongen. 14.-16. stoletje, Metropolitanski muzej umetnosti
- Noh maska, 16. stoletje

### Obdobje Edo
Obnova budističnih templjev, požganih v državljanskih vojnah, je zahtevala kiparje. Nove skulpture so bile večinoma konzervativno izrezljane iz lesa in pozlačene ali pobarvane. Manjka jim predvsem umetniška moč. Vendar so nekateri budistični menihi kiparji izdelali nepobarvane, grobo izklesane podobe iz lesa. Enku (1632–1695) in Mokudžiki (1718–1810) sta reprezentativna. Potovala sta po Japonski in izdelala ogromna dela za misijonarske in obredne namene. Njuni arhaični in spiritualni slogi so bili ponovno ovrednoteni v 20. stoletju. Umetnost izrezovanja mask za Noh gledališče je tudi v 17. stoletju še naprej ustvarjala boljša dela.
V obdobju Edo je urbanizacija napredovala v različnih delih Japonske in kultura meščanov se je močno razvila. V tem obdobju sta inrō in necuke postala priljubljena kot dodatka za moške. Necuke so dovršene rezbarije iz lesa in slonovine, tema pa so bile predvsem živali in domišljijska bitja. Ker je figura majhna in jo je enostavno zbirati, je še danes veliko zbirateljev.
V tem obdobju je bilo veliko skulptur pritrjenih na stavbe šintoističnih svetišč, zgrajenih v slogu Iši-no-ma-zukuri (石の間造).
- Necuke tigrice z dvema mladičema, sredina 19. stoletja, slonova kost z vstavkom iz školjk
- Nožnica za meč. Cuba (zgoraj levo) in fučigašira (zgoraj desno), ki ju je naredil Išiguro Masajoši v 18. ali 19. stoletju. Kogai (na sredini) in kozuka (spodaj), ki ju je izdelal Janagava Naomasa v 18. stoletju.
- Izumija Tomotada, necuke v obliki psa, konec 18. stoletja
- Seiši Bosacu (Bodhisatva). 17. ali 18. stoletje. Metropolitanski muzej umetnosti
- Noh maska tipa Hanja. 17. ali 18. stoletje. Tokijski narodni muzej
- Tempelj Kangin

### Meidži do danes
V poznem 19. stoletju je šogunat Tokugava predal nadzor nad Japonsko cesarju, ki se je hitro modernizirala in odpravila razred samurajev, japonska oblačila pa so se začela vesternizirati. Posledično so obrtniki, ki so izdelovali japonske meče, oklepe, necuke, kiseru (pipa), inro in pohištvo, izgubili stranke, vendar so s podporo nove vlade začeli izdelovati izjemno dovršene skulpture iz kovine, slonovine in lesa, ki so jih nato izvažali v ZDA in Evropa. V obdobjih Meidži in Taišō je japonsko kiparstvo napredovalo od izdelave nabožnih predmetov do okrasnih predmetov in na koncu do likovne umetnosti.  Mednarodne razstave so japonski uliti bron prinesle novemu tujemu občinstvu in pritegnile veliko pohval. Pretekla zgodovina samurajskega orožja je japonske kovinarje opremila za ustvarjanje kovinskih zaključkov v široki paleti barv. S kombiniranjem in dodelavo bakra, srebra in zlata v različnih razmerjih so ustvarili posebne zlitine, vključno z šakudō in šibuiči. S to raznolikostjo zlitin in zaključkov je lahko umetnik dal vtis barvne dekoracije.
Spodbuda zahodnih umetniških oblik je vrnila kiparstvo na japonsko umetniško sceno in predstavila mavčne odlitke, herojske skulpture na prostem in koncept pariške šole o kiparstvu kot »formi umetnosti«. Takšne ideje, sprejete na Japonskem v poznem 19. stoletju, so skupaj z vrnitvijo državnega pokroviteljstva pomladile kiparstvo.
Leta 1868 je nova vlada prepovedala tradicionalni sinkretizem šintoizma in budizma ter jima ukazala, naj ločita budistične templje in šintoistična svetišča, da bi vzpostavila centralizirano vlado cesarja, ki je bil vrhovni duhovnik šintoizma. Kot odgovor na to situacijo so nekateri šintoistični duhovniki začeli uničevati budistične templje. Okakura Tenšin in drugi so trdo delali v političnih dejavnostih za zaščito budistične umetnosti, vlada pa je izjavila, da bo zaščitila budizem. Uničevanje se je ustavilo okoli leta 1874, vendar je bilo veliko dragocenih budističnih kipov izgubljenih.
- Kadilnica (Koro), srebro okrašeno s plemenitimi kovinami in kamenim kristalom, 1890
- Orel Suzukija Čokičija, 1892, Tokijski narodni muzej
- Dvanajst jastrebov, Suzuki Čokiči, 1893
- Stara opica, Takamura Koun, 1893
- Košara z rožami iz slonovine. približno 1900 v zbirki japonske umetnosti Khalili
- Okimono rib v vodi, približno 1900 v zbirki japonske umetnosti Khalili

## Sodobna umetnost
Po drugi svetovni vojni so se kiparji od figurativne francoske šole Rodina in Maillola obrnili k agresivnim modernim in avantgardnim oblikam in materialom, včasih v ogromnem obsegu. Obilica materialov in tehnik je zaznamovala te nove eksperimentalne skulpture, ki so vsrkale tudi ideje mednarodne op (optična iluzija) in pop (popularni motiv) umetnosti. Številni inovativni umetniki so bili tako kiparji kot slikarji ali grafiki, njihove nove teorije pa so presekale materialne meje.
V 1970-ih so se ideje o kontekstualnem umeščanju naravnih objektov iz kamna, lesa, bambusa in papirja v odnose z ljudmi in njihovim okoljem utelesile v šoli mono-ha. Mono-ha umetniki so poudarjali materialnost kot najpomembnejši vidik umetnosti in odpravili antiformalizem, ki je prevladoval v avantgardi v predhodnih dveh desetletjih. Ta osredotočenost na odnose med predmeti in ljudmi je bila povsod prisotna v svetu umetnosti in je privedla do naraščajočega spoštovanja »japonskih« lastnosti v okolju in vrnitve k domačim umetniškim načelom in oblikam. Med temi zapovedmi so bili spoštovanje do narave in različni budistični koncepti, ki so jih arhitekti uporabili za reševanje težav s časom in prostorom. Zahodna ideologija je bila skrbno preverjena in veliko je bilo zavrnjenih, ko so se umetniki obrnili k lastnemu okolju – tako navznoter kot navzven – po preživetje in navdih. Od poznih 1970-ih do poznih 1980-ih so umetniki začeli ustvarjati vitalno novo umetnost, ki je bila sodobna in azijska po virih in izrazu, a še vedno v veliki meri del mednarodne scene. Ti umetniki so se osredotočali na projiciranje lastnega individualizma in nacionalnih slogov, ne pa na prilagajanje ali sintetiziranje izključno zahodnih idej.
Skulptura na prostem, ki je prišla v ospredje s pojavom Muzeja na prostem Hakone leta 1969, je bila široko uporabljena v 1980-ih. Mesta so podpirala ogromne skulpture na prostem za parke in trge, veliki arhitekti pa so načrtovali kiparstvo v svojih stavbah in urbanih načrtih. Razcveteli so se muzeji in razstave na prostem, ki poudarjajo naravno umeščenost kiparstva v okolje. Ker trden kiparski kamen ni domač na Japonskem, je bila večina zunanjih kosov ustvarjenih iz nerjavečega jekla, plastike ali aluminija za »napetostne in kompresijske« strojne konstrukcije iz jekla z zrcalno površino ali za elegantne ultramoderne oblike iz poliranega aluminija. Močan vpliv sodobne visoke tehnologije na umetnike je povzročil eksperimentiranje s kinetičnimi, nateznimi oblikami, kot so upogljivi loki in »info-okoljske« skulpture z uporabo luči. Video komponente in video umetnost sta se hitro razvijali od poznih 1970-ih do 1980-ih. Nove japonske eksperimentalne kiparje bi lahko razumeli kot delo z budističnimi idejami o prepustnosti in regeneraciji pri strukturiranju svojih oblik, v nasprotju s splošnim zahodnim pojmovanjem kiparstva kot nečesa s končnimi in trajnimi obrisi.
V 1980-ih so les in naravne materiale izrazito uporabljali številni kiparji, ki so sedaj svoja dela začeli postavljati na notranja dvorišča in v zaprte prostore. Tudi japonski občutek za ritmično gibanje, zajeto v ponavljajočih se oblikah kot »sistematično gestualno gibanje«, so uporabljali tako dolgo uveljavljeni umetniki, kot sta Kjubei Kijomizu in Hidetoši Nagasava, kot mlajša generacija pod vodstvom Šigea Toje.